# 志太野坡
志太 野坡（しだ やば、寛文2年1月3日（1662年2月21日） - 元文5年1月3日（1740年1月31日））は、江戸時代前期の俳諧師。志多・志田とも称すが、後に竹田氏を用いる。前号は野馬、別号として樗木社・樗子・紗方・紗帽・浅生・無名庵高津野々翁・照笛居士などと号す。蕉門十哲の1人とされ、「軽み」の俳風では随一ともいわれた。

## 経歴
寛文2年（1662年）、越前福井で斎藤庄三郎の子どもとして出生。父に伴われて江戸に行き、越後屋の両替店の手代を勤める。其角の教えを受けて俳諧をはじめたとされるが、野坡の作品は貞享4年（1687年）刊『続虚栗』に初出である。その後、しばらく空白期間をおいて、元禄6年（1693年）に松尾芭蕉の指導を受け、元禄7年（1694年）6月、孤屋・利牛らと『すみだはら』を編集刊行。松尾芭蕉の没後、元禄11年（1698年）から元禄14年（1701年）まで商用で長崎に滞在、やがて越後屋を退き、元禄15年から翌年にかけて本格的な筑紫行脚を開始。長崎・田代・久留米・日田・博多などを旅行して、多くの弟子を獲得した。正徳4年（1714年）から正徳5年（1715年）には、森川許六と俳論書翰の応酬を行う（『許野消息』）。享保10年（1726年）に浅生庵を新築する一方、蕉風を上方や九州に普及させるため、積極的に行脚を行った。元文5年(1741年)正月、痰咳が原因で死亡。
代表的な門人に後継者でもあり、保護者でもあった湖白亭浮雲、広島地方で活動した多賀庵風律がいる。湖白亭浮雲の妻は諸九尼と名乗り、『おくのほそ道』を追体験した「秋かぜの記」を著した。

## 俳風
「軽き事野坡に及ばず」（『旅寝論』）と評された、平明闊達な句作りを特徴とする。軽妙で都会的な人事趣味の句も得意だった。一方で、野坡の「かるみ」が卑俗に流れ、軽薄に堕する傾向もないではなかった。

## 著作
編著
- 『すみだはら』
- 『万句四之富士』
- 『放生日』
- 『六行会』など

俳論
- 『許野消息』
- 『袖日記』
- 『俳諧二十一品』
- 『樗庵草結』
- 『俳諧秘伝語録』

発句集
- 『野坡吟草』